# ARM Cortex-A78
L'ARM Cortex-A78 és una unitat de processament central que implementa el conjunt d'instruccions ARMv8.2-A de 64 bits dissenyat pel centre d'Austin d'ARM Ltd. per utilitzar-lo en dispositius de gamma alta.

## Disseny
L'ARM Cortex-A78 és el successor de l'ARM Cortex-A77. Es pot combinar amb les CPU ARM Cortex-X1 i/o ARM Cortex-A55 en una configuració DynamIQ per oferir rendiment i eficiència. El processador també reclama un estalvi d'energia del 50% respecte al seu predecessor.
El Cortex-A78 és un disseny superescalar fora d'ordre de descodificació de 4 amples amb una memòria cau de macro-OP (MOPs) de 1,5K. Pot obtenir 4 instruccions i 6 fregons per cicle, i canviar el nom i enviar 6 fregons i 12 µops per cicle. La mida de la finestra fora d'ordre és de 160 entrades i el backend té 13 ports d'execució amb una profunditat de canalització de 13 etapes, i les latències d'execució consten de 10 etapes.
El processador es basa en un full de ruta estàndard Cortex-A i ofereix un 2.1 Chipset GHz (5 nm) que el fa millor que el seu predecessor de les maneres següents:
- 7% millor rendiment
- 4% menys consum d'energia
- 5% més petit, és a dir, un 15% més d'àrea que serveix per a un clúster de quatre nuclis, GPU addicional, NPU

També hi ha una escalabilitat ampliada amb suport addicional de Dynamic Shared Unit per DynamIQ al chipset. Un 32 més petit Memòria cau L1 KB del 64 La configuració de la memòria cau KB L1 és opcional. Per compensar aquesta memòria L1 més petita, el predictor de branques és millor per cobrir patrons de cerca irregulars i és capaç de seguir dues branques preses per cicle, cosa que provoca menys errors de memòria cau L1 i ajuda a amagar les bombolles de la canalització per mantenir el nucli ben subministrat. El gasoducte és un cicle més llarg en comparació amb l'A77, cosa que garanteix que l'A78 assoleixi un objectiu de freqüència de rellotge d'uns 3 GHz. L'A78 és un disseny de 6 instruccions per cicle.
ARM també va introduir una segona unitat de multiplicació d'enters a la unitat d'execució i una unitat de generació d'adreces (AGU) de càrrega addicional per augmentar tant la càrrega de dades com l'amplada de banda en un 50%. Altres optimitzacions del chipset inclouen instruccions fusionades i millores d'eficiència als programadors d'instruccions, estructures de canvi de nom de registres i el buffer de reordenació.
La memòria cau L2 està disponible fins a 512 KB i té el doble d'amplada de banda per maximitzar el rendiment, mentre que la memòria cau L3 compartida està disponible fins a 4 MB, el doble que les generacions anteriors. Una unitat compartida dinàmica (DSU) també permet un 8 Configuració MB amb l'ARM Cortex-X1.
Llicència
El Cortex-A78 està disponible com a nucli SIP per als llicenciataris, mentre que el seu disseny el fa adequat per a la integració amb altres nuclis SIP (per exemple, GPU, controlador de pantalla, DSP, processador d'imatges, etc.) en una matriu que constitueix un sistema en un xip (SoC).

## Ús
El Cortex-A78 es va utilitzar per primera vegada als Samsung Exynos 1080 i 2100 SoC, presentats al novembre i desembre de 2020 respectivament. El nucli personalitzat Kryo 680 Gold utilitzat al SoC Snapdragon 888 es basa en la microarquitectura Cortex-A78. El Cortex-A78 també s'utilitza a la sèrie MediaTek Dimensity 8000. El dispositiu també s'utilitza a NVIDIA DPU i al HiSilicon Kirin 9000s, llançat l'agost de 2023.